# Hyderabad Rajiv Gandhi International Airport
Hyderabad Rajiv Gandhi International Airport (IATA: HYD, ICAO: VOHS) is het vliegveld van de Indiase stad Haiderabad. Het vliegveld is genoemd naar Rajiv Gandhi, oud-premier van India (1984-1989), en vervangt het oude Begumpet International Airport. De eerste vlucht op dit vliegveld vond plaats op 23 maart 2008.

## Samenwerking
Het luchthavenproject is geheel publiek met een samenwerkingsverband tussen GMR Group, Malaysia Airports, Government of Telangana en Airports Authority of India.

## Project
Het vliegveld is gemaakt in verschillende fasen om het grote internationale vliegverkeer aan te kunnen; per jaar kan het ongeveer 10 miljoen passagiers verwerken. De kosten bedroegen 2370 crore RS (ca. $560 miljoen).

## Faciliteiten
- Vliegtuigstandplaatsen: 40
- Vliegtuigbruggen: 12
- Terminal: 117.000 vierkante meter
- Passagiers per uur in de drukste tijden: 2700
- Bagagehandelingssystemen: In-line röntgenstraling
- Check-in-balies: 60
- Immigratiebalies: 46
- Verdiepingen: 7 (aankomst en vertrek)
- Startbaan: 1
- Landingsbaanverlichting: CAT I (beide kanten)
- Navigatie: VOR, NDB, VOR/DME, ILS
- Vliegtuigberging: Van de kleinste tot code-F vliegtuigen (Airbus A380)
- Cargo capaciteit: minder dan 100.000 ton

## Conectiviteit met het vliegveld
Het vliegveld is 25 kilometer van Begumpet, waar het oude vliegveld zich bevindt.
De verbindingspunten naar de luchthaven zijn onder andere:
- Een vierbaanssnelweg (NH7) vanuit het westen
- Een vierbaanssnelweg (Srisailam) vanuit het oosten
- Een achtbaanssnelweg die 25 kilometer lang is en de "Outer Ring Road" (ORR) met de luchthaven verbindt
- Een zesbaans "Inner Ring Road" die 52 km lang is, met vele viaducten en flyovers
- Een 11 km lange vierbaansweg (P. V. Narasimha Rao Elevated Expressway)

Andere mogelijkheden voor vervoer naar het vliegveld waar de regering aan werkt zijn o.a.:
- Multi-Modal Transportation System (MMTS)
- Mono Rail Transport System (MRTS)
- Trein van de stad naar het vliegveld
- Een shuttlebus die elk half uur van en naar de stad rijdt
- Autoverhuur
- Radio taxi's

## Terminals, luchtvaartmaatschappijen en bestemmingen

### Terminal voor binnenlandse vluchten
- Air India (Chennai, Mumbai)
  - Air India Express (Chennai)
  - Indian Airlines (Ahmedabad, Bangalore, Chennai, Delhi, Mumbai, Tirupati, Visakhapatnam)
- GoAir (Delhi, Mumbai)
- IndiGo (Bangalore, Bhubaneswar, Calcutta, Chennai, Cochin, Delhi, Jaipur, Mumbai)
- Jet Airways (Ahmedabad, Bangalore, Bhopal, Calcutta, Chennai, Delhi, Indore, Mumbai, Pune, Raipur, Rajahmundry, Tirupati)
  - JetLite (Bangalore, Cochin, Calcutta, Coimbatore, Delhi, Jaipur, Mumbai, Nagpur, Pune, Visakhapatnam)
- Kingfisher Airlines (Bangalore, Calcutta, Chennai, Delhi, Guwahati, Indore, Jaipur, Mumbai, Nagpur, Pune, Puttaparthi, Raipur, Visakhapatnam)**Deccan (Ahmedabad, Bangalore, Calcutta, Chennai, Cochin, Coimbatore, Delhi, Goa, Mumbai, Rajahmundry, Tirupati, Vijayawada, Visakhapatnam)
- Paramount Airways (Chennai, Cochin, Visakhapatnam)
- SpiceJet (Ahmedabad, Bangalore, Calcutta, Coimbatore, Delhi, Jaipur, Mumbai, Visakhapatnam)

### Terminal voor internationale vluchten
- Air India (Dammam, Djedda, Riyad)
  - Air India Express (Dubai, Kuala Lumpur)
  - Indian Airlines (Dubai, Koeweit, Musqat, Sharjah, Singapore)
- Emirates (Dubai)
- British Airways (London-Heathrow) [begint 27 oktober]
- Gulf Air (Bahrein)
- KLM (Amsterdam)
- Kuwait Airways (Koeweit)
- Lufthansa (Frankfurt)
- Malaysia Airlines (Kuala Lumpur)
- Oman Air (Muscat)
- Qatar Airways (Doha)
- Saudi Arabian Airlines (Riyad)
- Singapore Airlines (Singapore)
- SriLankan Airlines (Colombo)
- Thai Airways International (Bangkok-Suvarnabhumi)

### Terminal voor luchtvrachtmaatschappijen
- Air India Cargo (Bangalore, Chennai, Nagpur)
- Blue Dart Aviation (Ahmedabad, Bangalore, Chennai, Delhi, Mumbai)
- British Airways World Cargo (London-Heathrow) [begint oktober 2008]
- DHL (verscheidene bestemmingen)
- Emirates SkyCargo (Dubai)
- FedEx (verscheidene bestemmingen)
- United Parcel Service (verscheidene bestemmingen)
- Singapore Airlines Cargo (Singapore)
- Lufthansa Cargo (Frankfurt)
- KLM Cargo (Amsterdam)

## Ongevallen en ongelukken
- Op de dag van de opening landde een SpiceJet vliegtuig 50 minuten te vroeg waardoor het de eerste vlucht werd in plaats van de Lufthansa uit Frankfurt. Na onderzoek bleek dat "de piloot had besloten eerder op te stijgen". Uiteindelijk nadat het toestel van Lufthansa was geland, bleek het niet de tweede, maar de derde te zijn want een andere SpiceJet toestel was vijf minuten voor het toestel van Lufthansa geland.
- Ook op de dag van de opening week een KLM vlucht 873 uit naar Mumbai, omdat de piloten niet waren geïnformeerd over de verandering van de luchthavens. Eerst wilden de piloten in Delhi landen, waarbij ze werden afgewezen en noodzakelijk naar Mumbai moesten. De passagiers werden de volgende morgen alsnog in Haiderabad afgezet.
- Op 3 april 2008 maakte een Kingfisher Airlines vlucht 801 naar Delhi een noodlanding na het opstijgen, omdat er rook uit de Cargo ruimte kwam. Later is gebleken dat de oorzaak een verkeerde mix van chemicaliën in de bagage van een van de passagiers was.